# Saint-Hilaire de Dorset

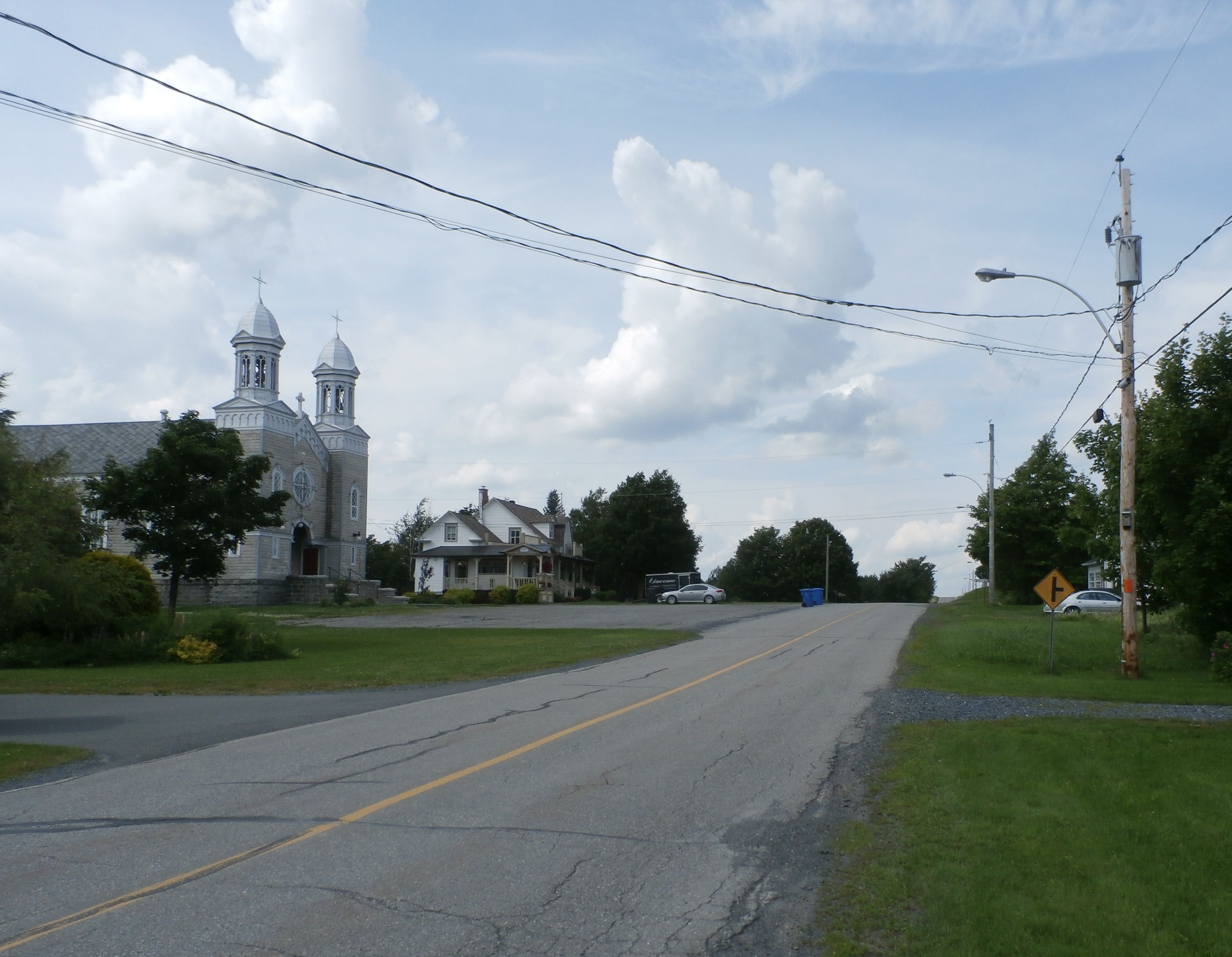
Saint-Hilaire de Dorset

Saint-Hilaire de Dorset ist eine Gemeinde mit 95 Einwohnern (Stand 2016) in der Region Chaudière-Appalaches in der kanadischen Provinz Québec. Sie ist benannt nach dem Kirchenlehrer Hilarius von Poitiers und der englischen Grafschaft Dorset.
Eine Sehenswürdigkeit des Ortes ist die Kirche, die zwischen 1916 and 1918 errichtet wurde. Sie gilt seit 1993 als Kulturerbe.

## Persönlichkeiten
- Gérald Cyprien Kardinal Lacroix (* 1957), römisch-katholischer Erzbischof von Québec und Primas von Kanada
- Marie-Andrée Lamontagne, Autorin